# Поляков, Владимир Иванович
Владимир Иванович Поляков (род. 28 октября 1953, Новое, Хабаровский край, РСФСР, СССР) ― российский предприниматель. По версии журнала Forbes в 2015 году занимал 192 позицию в рейтинге самых богатых людей России.
Основатель и президент ОАО «Концерн Энергомера», основатель и председатель совета директоров ОАО «Монокристалл», член попечительского совета Томского государственного университета систем управления и радиоэлектроники, почётный профессор Северо-Кавказского федерального университета.

## Биография
Владимир Поляков родился в 1953 году в посёлке Новое (Хабаровский край). Его отец, Иван Григорьевич Поляков, работал станочником в геологоразведочной экспедиции. Семья часто переезжала с места на место, участвовала в освоении целины в Казахстане и на Дальнем Востоке. С детства увлекался радиоустройствами, собрал свой первый радиоприёмник ещё в пятом классе.
В 1977 году окончил Томский государственный университет систем управления и радиоэлектроники.
В 1976 году устроился на работу на Гомельский радиозавод: сначала был наладчиком аппаратуры, а закончил работу заместителем главного инженера. В те годы завод занимался производством радаров для механизмов противоракетной обороны СССР.
В 1989 году перевёлся на ставропольский радиозавод «Сигнал», где стал главным инженером.
В 1994 году Владимир Поляков учредил ОАО «Концерн Энергомера», предприятие по производству и сбыту счётчиков электроэнергии на внутреннем рынке.
В 1996 году Концерн Энергомера приобрёл контрольный пакет акций завода измерительных приборов «Квант» в Невинномысске.
В 1999 году на базе ставропольского завода «Аналог» Владимир Поляков учредил ОАО «Монокристалл». Предприятие занимается выращиванием и обработкой синтетических сапфиров. Рост спроса на сапфиры во всём мире превратило компанию Полякова в крупнейшего мирового производителя синтетических сапфиров, а сам он в 2011 году был включён в список самых богатых людей России по версии журнала Forbes (143 место).
В настоящее время Концерн Энергомера состоит из семи заводов в России, Украине, Белоруссии и Китае, имеет два проектных института, а также иностранные представительства в Тайване, Южной Кореи, Нидерландах и США. 
Женат, имеет троих детей. 

## Общественная деятельность
Владимир Поляков является почётным профессором Северо-Кавказского федерального университета, а также членом совета попечителей Томского государственного университета систем управления и радиоэлектроники.

## Награды
В 2004 году указом президента России Владимир Поляков был награждён орденом Почёта за свой вклад в социально-экономическое развитие Ставропольского края. В 2006 году он также был награждён медалью «Герой труда Ставропольского края» за инновации и достижения в развитии промышленного производства в регионе.
За личный вклад в возрождение Православной церкви он был удостоен трёх орденов от РПЦ — ордена святого благоверного князя Даниила Московского, ордена преподобного Сергия Радонежского и ордена преподобного Серафима Саровского.